# Gigantorubra
Gigantorubra là một chi bướm ngày thuộc họ Lycaenidae.